# 카보베르데의 시간
|  | UTC−01:00 | 카보베르데 시간                                                                     |
|  | UTC±00:00 | 서유럽 표준시 · 그리니치 평균시                                                     |
|  | UTC+01:00 | 중앙유럽 표준시 · 서아프리카 표준시 · 서유럽 일광 절약 시간대                       |
|  | UTC+02:00 | 중앙아프리카 시간 · 동유럽 표준시 · 남아프리카 표준시 · 서아프리카 일광 절약 시간대 |
|  | UTC+03:00 | 동아프리카 시간                                                                     |
|  | UTC+04:00 | 모리셔스 시간 · 세이셸 시간                                                         |

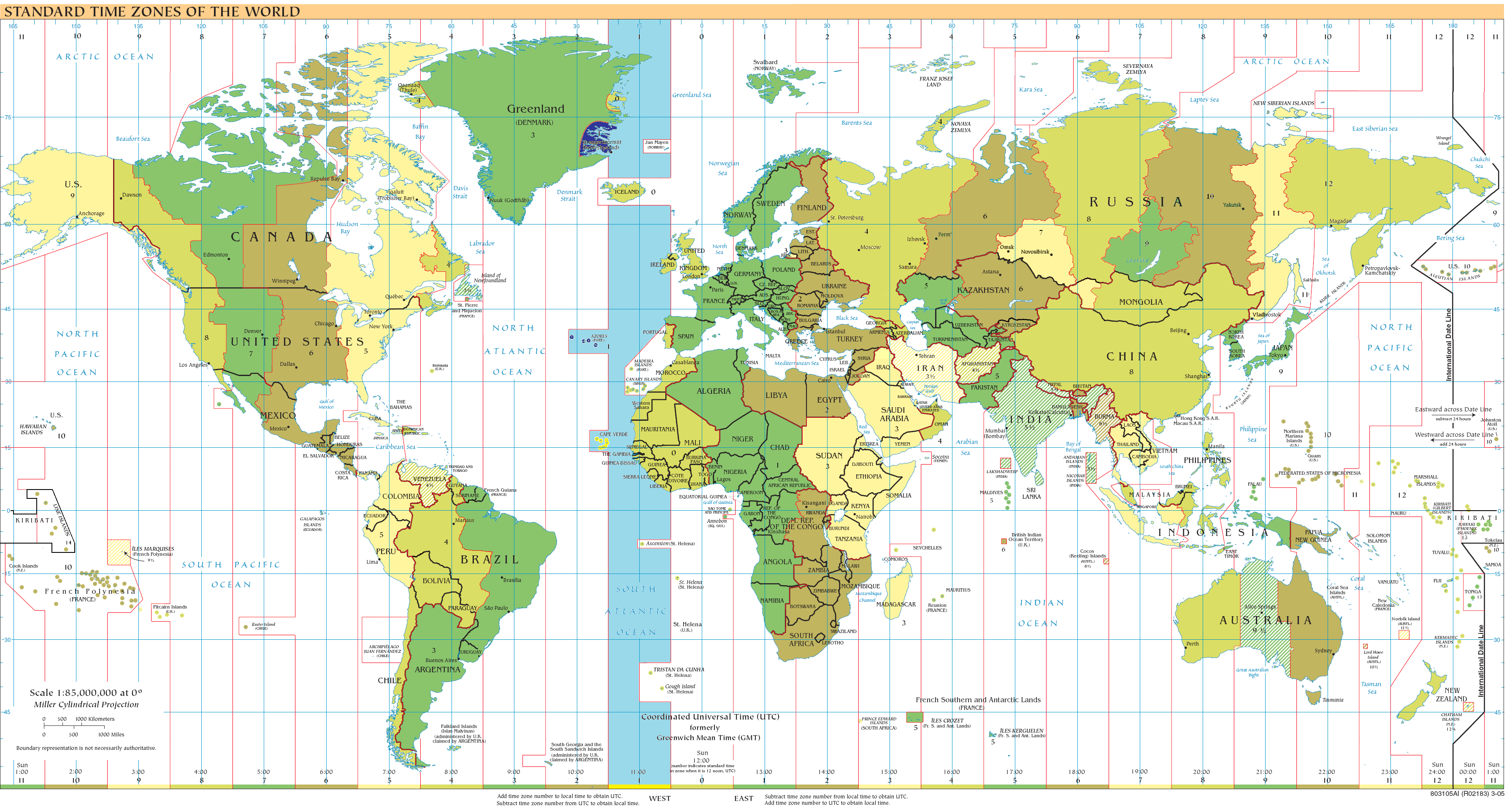

카보베르데 시간(영어: Cape Verde Time, CVT)은 카보베르데에서 사용되는 시간대로, 협정 세계시 (UTC)에서 1시간 늦춘 표준시이다. (UTC-1)
일광 절약 시간제는 사용되지 않는다.

## 협정 세계시와의 환산
| 협정 세계시(UTC) | 카보베르데 시간 |
| ---------------- | --------------- |
| 00:00            | (지난 날)23:00  |
| 01:00            | 00:00           |
| 02:00            | 01:00           |
| 03:00            | 02:00           |
| 04:00            | 03:00           |
| 05:00            | 04:00           |
| 06:00            | 05:00           |
| 07:00            | 06:00           |
| 08:00            | 07:00           |
| 09:00            | 08:00           |
| 10:00            | 09:00           |
| 11:00            | 10:00           |
| 12:00            | 11:00           |
| 13:00            | 12:00           |
| 14:00            | 13:00           |
| 15:00            | 14:00           |
| 16:00            | 15:00           |
| 17:00            | 16:00           |
| 18:00            | 17:00           |
| 19:00            | 18:00           |
| 20:00            | 19:00           |
| 21:00            | 20:00           |
| 22:00            | 21:00           |
| 23:00            | 22:00           |